# Fred Lawrence
Fred Lawrence est un joueur professionnel anglais de snooker et de billard originaire de Birmingham dans les Midlands né en 1887.

## Carrière
Fred Lawrence est finaliste du championnat du monde de snooker de 1928. Il est battu 13-16 par le tenant du titre, Joe Davis. Il avait été quart de finaliste l'année précédente, battu 7-8 par Tom Dennis. Il est demi-finaliste des championnats du monde 1929 et 1930 mais est battu à chaque fois par Joe Davis (10-13 puis 2-13). Après guerre, Fred Lawrence participe également aux championnats du monde 1946 et 1947 mais est battu en qualifications.
Fred Lawrence avait un frère cadet, Arthur. Alors qu'Arthur n'avait que quatorze ans, les deux frères ont disputé une partie de billard lors de laquelle Fred a réussi un break de 1864 dont 912 étaient des caramboles.

### Palmarès
| Légende | Catégorie                      | Titres                         | Finales                        |
|         | Tournois classés               | 0                              | 0                              |
|         | Tournois non classés           | 0                              | 1                              |
| Gras    | Tournois de la triple couronne | Tournois de la triple couronne | Tournois de la triple couronne |

Finale perdue (1)
| Saison | Nom du tournoi       | Lieu       | Finaliste | Score | Tableau |
| 1928   | Championnat du monde | Birmingham | Joe Davis | 13-16 | Tableau |